# Eugen Freiherr von Lotzbeck
Eugen Freiherr von Lotzbeck (n. 24 februarie 1882, München, Imperiul German – d. 22 mai 1942) a fost un sportiv ce a reprezentat Reichul German, medaliat olimpic. A participat la o ediție a Jocurilor Olimpice (1928) în care a câștigat o medalie de aur.

## Participări
Lista de mai jos prezintă principalele competiții la care a participat Eugen Freiherr von Lotzbeck de-a lungul carierei.
- equestrian at the 1928 Summer Olympics – team dressage[*]